# Nat'Images
 (février 2017).
Si vous disposez d'ouvrages ou d'articles de référence ou si vous connaissez des sites web de qualité traitant du thème abordé ici, merci de compléter l'article en donnant les références utiles à sa vérifiabilité et en les liant à la section « Notes et références ».
Nat'Images est un magazine français consacré à la photographie et plus particulièrement à la nature. Créé par Guy-Michel Cogné, il paraît pour la première fois en janvier 2010.
Il constitue une émanation du mensuel, Chasseur d'images dont il se présente comme le complément, consacré à la pratique de la photo nature. Le tirage initial de 75 000 exemplaires s'est stabilisé après trois numéros à 65 000 exemplaires (chiffres de l'éditeur).

## Politique rédactionnelle
Nat'Images se définit comme un montreur d'images, conçu comme un magazine papier de l'après internet. À la différence de Chasseur d'images, il ne parle pas de technique, mais privilégie l'image et les récits des photographes qui partagent leurs expériences en racontant la façon dont ils réalisent leurs reportages. C'est à la fois un magazine de lecture, riche en texte, et un magazine visuel avec une approche rédactionnelle davantage conçue comme un livre que comme un périodique périssable.
Outre les reportages photographiques, Nat'Images consacre un cahier entier au travail d'illustrateurs naturalistes tels que Stéphane Hette et Marcello Pettineo qui fusionnent photographies et dessins d'illustration.